# Carl Larsson
Carl Larsson (Estocolm, 28 de maig de 1853 – Falun, 22 de gener de 1919) va ser un reconegut artista suec, destacant especialment en la pintura i el disseny d'interiors.
Larsson va néixer al Gamla Stan o barri antic d'Estocolm, en una família extremadament pobra. La seva infància no va ser feliç; tot i així, als tretze anys, el seu professor de l'escola per a nens pobres el va animar a presentar una sol·licitud per accedir a la "principskola" de la Reial Acadèmia Sueca de les Arts, sol·licitud que va ser acceptada. Durant el primer any, Larsson es va sentir inferior als seus companys per la seva procedència social, actuant de manera tímida. Quan als setze anys va ser admès per continuar els seus estudis en la mateixa acadèmia, va guanyar confiança en ell mateix, i esdevingué una figura central en la vida estudiantil de l'acadèmia.
Després d'uns quants anys treballant com a il·lustrador de llibres, revistes i diaris, Larsson va anar a viure a París, on va passar un quants anys treballant com a artista, sense gaire èxit. El 1882, quan vivia a Grez-sur-Loing, una colònia d'artistes escandinaus dels afores de París, va conèixer l'artista Karin Bergöö (1859–1928), que aviat va esdevenir la seva dona. Aquest fet va marcar un punt d'inflexió en la vida de l'artista. Va ser també a Grez on Larsson va pintar algunes de les seves obres més importants, aquest cop fent servir l'aquarel·la, un estil molt diferent a la tècnica que havia emprat en les seves pintures a l'oli.

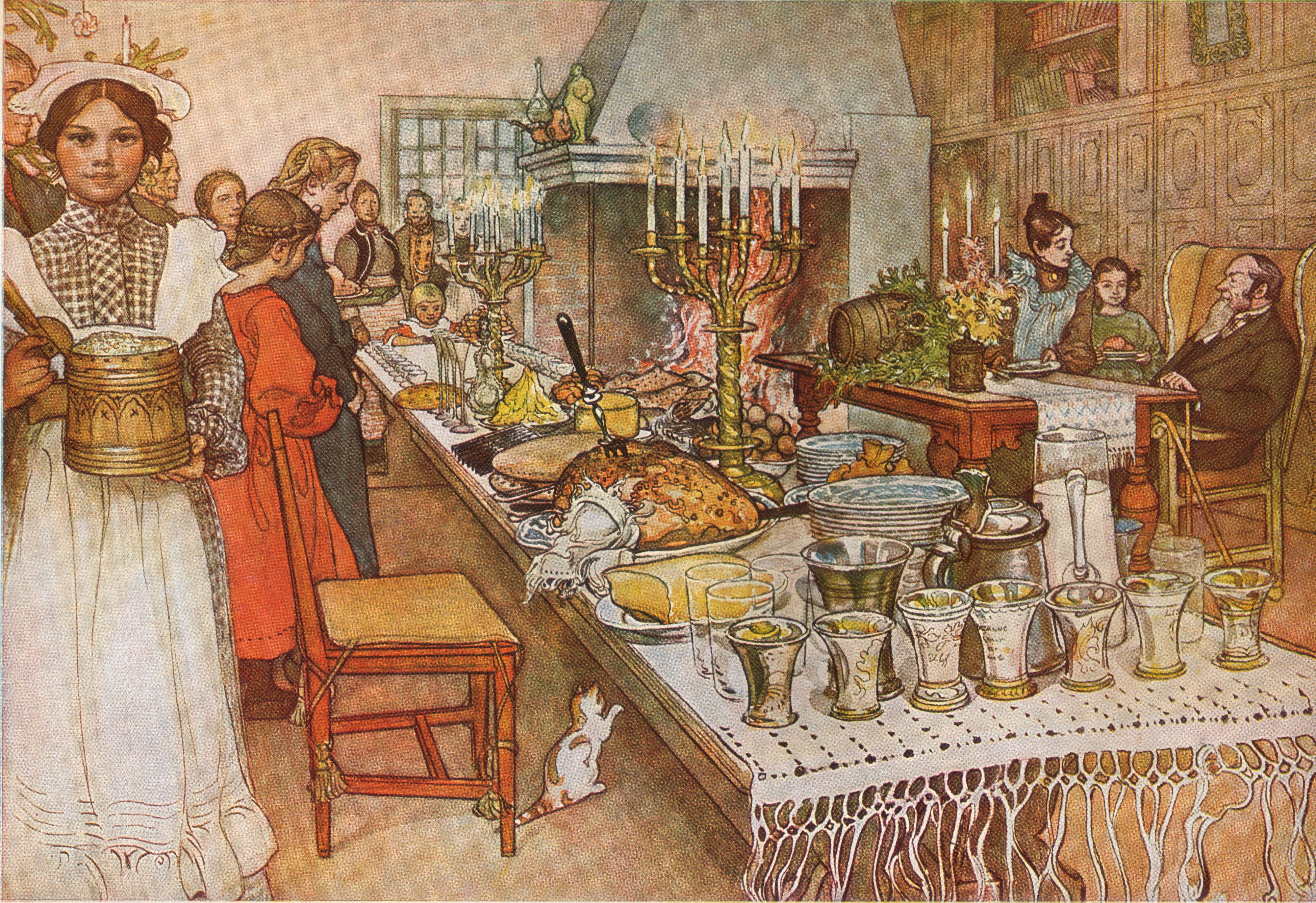
Nit de Nadal (1904–1905)

Carl i Karin Larsson van tenir vuit fills: Suzanne (1884), Ulf (1887, que va morir als divuit anys), Pontus (1888), Lisbeth (1891), Brita (1893), Mats (1894, que va morir als dos mesos), Kersti (1896) i Esbjörn (1900), i la seva pròpia família aviat va constituir el tema preferit de les pintures de l'artista. Moltes d'aquestes pintures han esdevingut famoses a tot el món.
El 1888, el pare de Karin, Adolf Bergöö, els va donar una petita casa, anomenada Little Hyttnäs, a Sundborn. La parella la va decorar i moblar d'acord amb els seus gustos artístics, i també d'acord amb les necessitats de la seva nombrosa família. Amb les pintures de Larsson, la seva casa ha esdevingut una de les cases d'artista més famoses del món. Els seus descendents mantenen actualment l'edifici, i en permeten l'accés als turistes cada estiu, de maig a octubre.
Actualment, Carl Larsson és considerat un dels artistes més importants i estimats del patrimoni cultural suec.

## Obra publicada
- 1895: De mina (Els meus estimats)
- 1899: Ett hem (Una llar)
- 1902: Larssons (Els Larsson)
- 1906: Spadarvet — mitt lilla lantbruk (Una granja)
- 1910: Åt solsidan (A la banda assolellada)
- 1913: Andras barn (Els infants d'altra gent)
- 1931: Jag (Jo) (autobiografia)

## Llibres sobre Carl Larsson
- Carl and Karin Larsson: Creators of Swedish Style, ISBN 0-8212-2713-0.
- The World of Carl Larsson, ISBN 1-932043-21-7.
- Home: Through the Paintings of Carl Larsson, ISBN 1-59583-056-1.
- A Home: Paintings from a Bygone Age, ISBN 978-0-86315-549-9.
- A Family: Paintings from a Bygone Age, ISBN 978-0-86315-583-3.
- A Farm: Paintings from a Bygone Age, ISBN 978-0-86315-630-4.